# Victor Pasmore
Victor Pasmore (3 décembre 1908 – 23 janvier 1998) est un artiste et architecte anglais. Il est un des pionniers de l'art abstrait britannique dans les années 1940 et 1950. Son œuvre traduit le passage de la figuration à l'abstraction. D'abord inspiré par des peintres comme Paul Cézanne, le passage à l'abstraction vient d'influences nouvelles : Piet Mondrian, Paul Klee ou Ben Nicholson, entre autres. Il participe à la création de la Euston Road School en 1937.

## Sources
- Sally Bonn, L'art en Angleterre : 1945-1995, Paris, Nouvelles éditions françaises, 1996